# Kurt Gerstein
Kurt Gerstein (Münster, Alemania, 11 de agosto de 1905-París, Francia, 25 de julio de 1945) fue un militar e ingeniero de minas alemán de confesión protestante, que se afilió al Partido Nazi y a las SS, donde alcanzó el rango de oficial (Obersturmführer o teniente) y fue destinado al Instituto de Higiene de las Waffen SS. Es famoso por aclamarse a sí mismo como un antinazi, saboteador y denunciante que realizó una solitaria e infructuosa lucha al interior y en contra de la maquinaria de exterminio de los campos de concentración nazis que provocó el Holocausto judío. Su testimonio quedó registrado en el llamado Informe Gerstein que sirvió de prueba en los Juicios de Núremberg en contra de altos dignatarios nazis, especialmente en el llamado "Juicio de los doctores".

"Recé con ellos, y grité a mi Dios y al de ellos. ¡Cuánto me gustaría haber podido entrar en las cámaras de gas con ellos! ¡Con qué gusto me habría muerto de la misma forma en que ellos habían muerto! Luego, habrían encontrado a un oficial de las SS con uniforme en las cámaras de gas. Muchos habrían creído que fue un accidente y habría sido sepultado y olvidado. Pero yo no podía hacerlo todavía, [...] era un testigo único, sentí que no debía sucumbir a la tentación de morir con estas personas. Ahora sabía mucho acerca de estos asesinatos".
Testimonio de Kurt Gerstein, 1945.

## Introducción previa
Gerstein representa el tipo de hombre que, en virtud de sus condiciones más profundas, desaprobaba, incluso odiaba interiormente, el régimen nazi, pero participó en él a fin de combatirlo desde el interior y evitar cosas aún peores.
Tribunal de Apelaciones, 1955

Por su preparación técnica, Gerstein fue destinado a la unidad secreta encargada de llevar a cabo la Solución Final: el exterminio de los judíos y otros "subhumanos" en los campos de concentración. En esta condición, presenció en agosto de 1942 los primeros gaseamientos masivos de prisioneros en los campos de Belzec y Treblinka (Polonia). Horrorizado, decidió dar testimonio al mundo del Holocausto en curso. Para ello, se entrevistó con diplomáticos de países neutrales, como Suecia y Suiza, con autoridades religiosas e incluso con personas vinculadas a la resistencia holandesa, sin conseguir que se diera crédito a su información, reputada inverosímil por demasiado horripilante y por provenir de fuente tan poco fiable como un miembro de las SS. También intentó hablar con el nuncio de la Santa Sede en Berlín a fin de que este alertara al papa Pío XII, pero sus solicitudes de audiencia fueron reiteradamente rechazadas.
Mientras colaboraba objetivamente con la "solución final", como uno de los encargados del aprovisionamiento del compuesto letal Zyklon B utilizado en las cámaras de gas, Gerstein llevaba a cabo inocuos actos de sabotaje -como informar falsamente que el producto se había deteriorado en el transporte y era preciso enterrarlo por razones de seguridad- y, sobre todo, tomaba minuciosa nota de cuantos crímenes presenciaba o le relataban sus compañeros y del funcionamiento general del sistema de exterminio. Al final de la guerra elaboró un relato sobre todo ello, base del conocido como Informe Gerstein, que, pese a algunos errores y notables exageraciones cuantitativas, constituye una prueba de primera mano de los horrores en los campos de la muerte nazis.
En los últimos días de la Segunda Guerra Mundial, Gerstein desertó y se entregó a los Aliados, siendo trasladado a la prisión militar parisina de Cherche-Midi, donde fue interrogado por oficiales franceses e imputado inicialmente como precursor y culpable de genocidio. El 25 de julio de 1945 apareció ahorcado en su celda, supuestamente por su propia mano. Su memoria y honra no fueron rehabilitadas hasta 1965.

## Biografía

### Años de formación

#### Entorno familiar
Kurt Gerstein, sexto de siete hermanos, nació en Münster (Westfalia) el 11 de agosto de 1905 y se crio en Hagen, en el seno de una antigua familia de clase media, originaria de la Baja Sajonia, cuyos antepasados representaban bien el prototipo tradicional de la pequeña burguesía prusiana, de fuertes convicciones chauvinistas y "totalmente sumisos a la autoridad".
Ludwig Gerstein, el padre de Kurt, era juez de profesión y desempeñaba un papel fuertemente autoritario en el seno de una familia convencional de tipo patriarcal. Kurt mantuvo siempre con él unas relaciones difíciles, mientras su padre se esforzaba por hacer comulgar al único de sus hijos que daba muestras de cierta rebeldía con los valores entonces predominantes en la sociedad alemana de su clase social. A la larga Kurt desarrolló una personalidad rebelde compulsiva e idealista en permanente conflicto contra todo lo que a él le pareciese fuera de su escala valórica propia.
Gerstein padre era devoto del Káiser Guillermo II de Alemania y uno de los muchos alemanes con afanes revanchistas después de la “humillación” del Tratado de Versalles. Participaba también de los prejuicios antisemitas corrientes en la época. En su álbum genealógico familiar se mostraba orgulloso de que solo hubiese sangre aria en la familia y al cerrarlo exhortaba a las generaciones futuras a “preservar la pureza de la raza”. Sin embargo, este antisemitismo no impidió al juez Gerstein advertir a los abogados judíos de Hagen de las primeras medidas raciales tomadas por los nazis en 1933 y manifestarles que las lamentaba. Su actitud vital ante el poder y la desesperación de su hijo queda dramáticamente reflejada en la carta que envió a Kurt en fecha tan tardía como 1944:

Eres un soldado y un oficial y debes obedecer las órdenes de tus superiores. Quien soporta la responsabilidad es quien da las órdenes, no quien las lleva a cabo. No puede haber desobediencia alguna.

Sin embargo, Kurt, a diferencia de sus hermanos y hermanas, encontraba ya desde pequeño dificultades para adaptarse a la mentalidad y a las exigencias valóricas de su padre. En palabras de un amigo de la infancia, “siempre había sido la oveja negra de la familia.”

#### Educación

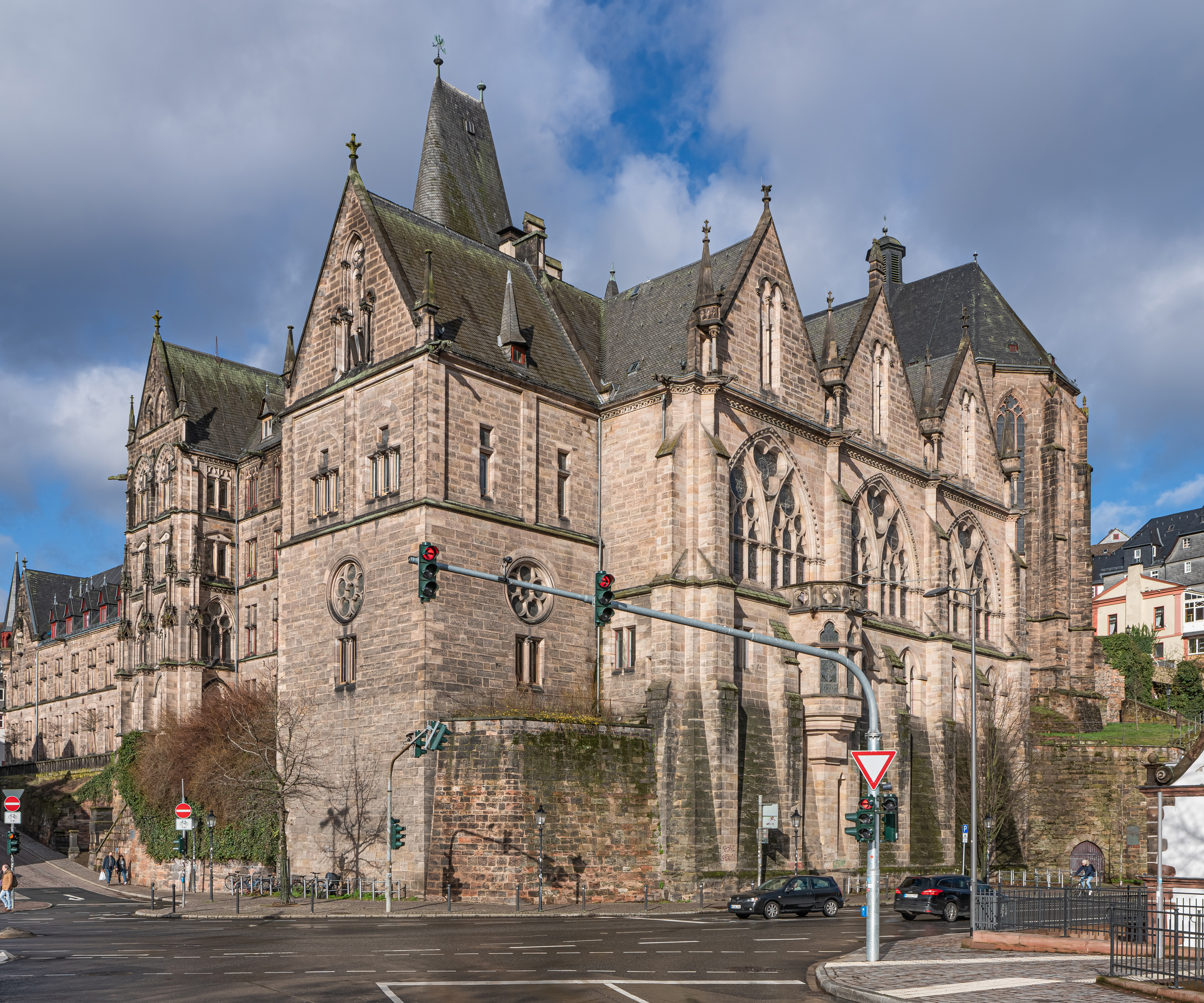
Antigua Universidad de Marburgo.

Al joven Kurt no le fue más fácil adaptarse a la severa disciplina escolar de la época que a la que imponía su padre en la familia. Los repetidos castigos no conseguían domeñar la independencia de un alumno mediano, pero inteligente y original. Después de no pocos informes desfavorables y algunos sonados enfrentamientos con distintos profesores, Gerstein logró graduarse de bachillerato a los 20 años.
De inmediato, Gerstein se trasladó a Marburgo, en cuya Universidad estudió durante tres semestres, pasando luego a las Universidades Técnicas de Aquisgrán y de Berlín-Charlottemburg, donde se licenció en 1931 como ingeniero de minas.
Durante su permanencia en Marburgo, Kurt se afilió, a instancias de su padre, a la asociación estudiantil “Teutonia”, una de las más nacionalistas de toda la Universidad alemana. Sin embargo, el joven Gerstein reprobaba la ausencia de sentido moral y de seriedad de sus compañeros; al tiempo que su condición física, debilitada por una fuerte diabetes, le impedía superar los violentos ritos de iniciación impuestos para ser miembro de pleno derecho de la hermandad, de la que, por ello, no llegó a ser más que un simpatizante o “semimiembro”. 

En cambio, no parece que el nacionalismo ardiente que caracterizaba a "Teutonia" le produjera ningún rechazo. En realidad, y desde entonces, Gerstein mantuvo durante largo tiempo la ideología propia de un nacionalista alemán.

### Compromiso religioso
Aunque su familia no era particularmente devota, Gerstein fue fuertemente influido en su infancia por una niñera católica y recibió una sólida formación religiosa en la escuela. Durante sus años universitarios, en aparente reacción a las frívolas actividades de sus compañeros, Kurt se dio a la lectura de la Biblia. A partir de 1925,  se convirtió en activo militante de los movimientos cristianos juveniles, afiliándose primero a la Asociación Alemana de Estudiantes Cristianos (DCSV) y, ya en 1928, tanto al Movimiento Evangélico de la Juventud (CVJH-YMCA) como a la Liga de los Círculos Bíblicos Alemanes (Bund Deutscher Biblekreise, BK), de los que fue dirigente desde 1930 hasta su disolución en 1934 y la integración “espontánea” de sus miembros en las Juventudes Hitlerianas, que hacía años que trataban de tomar su control.
Un buen medio de asomarse al pensamiento de Gerstein en esta época lo proporciona el folleto que escribió y publicó a su costa en 1932: Um Ehre und Reinheit (“Sobre el Honor y la Pureza”). Para Gerstein, Dios es aquel que todo lo dirige, a quien es preciso someterse sin discusión y, sobre todo, al que será preciso rendir cuentas; idea esta de la rendición de cuentas sobre la que insistirá con frecuencia en escritos posteriores. Si Kurt había sido un adolescente difícil, ya de adulto declara que “la autoridad y la confianza son los dos fundamentos de la educación”. Además de la autoridad, el otro gran motivo de las reflexiones del folleto es la pureza, como ideal a alcanzar. Gerstein describe su adolescencia como atravesada por un “sentimiento de culpabilidad y una nostalgia de la pureza”.
El momento histórico en que Gerstein asume una militancia religiosa pública no era el mejor para las Iglesias protestantes alemanas: contaminadas por la cultura social de sumisión a la autoridad, chovinismo y antisemitismo y divididas en veintiocho confesiones, luterana, calvinista o evangélica, no estaban preparadas, pese a sus cuarenta millones de fieles, para resistir los intentos totalitarios de control por parte del régimen nazi. La gran mayoría siguió la ideología en el poder, encuadrándose como los así llamados “cristianos alemanes”, fervientes defensores, en especial, de las teorías racistas. Gerstein, en cambio, formó parte de la minoría que se opuso al creciente control de la religión por el poder político, la llamada “Iglesia confesante”, formada espontáneamente a partir de 1934 alrededor del pastor Martin Niemöller, con el que Kurt mantendría la amistad a través de los años.
Conviene advertir, sin embargo, que la “Iglesia confesante” a la que se adhirió Gerstein no rechazaba el nazismo tanto por su totalitarismo político o por sus teorías raciales, como por su incompatibilidad religiosa con el cristianismo, al que tendía a sustituir por el culto del hombre germánico. Al principio, al menos, la actitud de los dirigentes de la “Iglesia confesante” frente a Hitler no fue muy diferente de la de otras autoridades religiosas; y así lo muestran declaraciones del propio Niemöller celebrando la conversión del Primero de Mayo en “Día de la Comunidad Nacional” o del obispo Otto Dibelius, otra de las figuras destacadas de los confesantes, manifestando “regocijarse desde el fondo del corazón” de la victoria electoral de los nazis.

### La afiliación al Partido Nazi y a las SS

#### El difícil intento de conciliar fe cristiana e ideología nazi
Si personalidades religiosas de la talla intelectual y moral de un Niemöller se mostraban a la sazón comprensivas con el nazismo, no es de extrañar que un joven con la formación y los antecedentes de Kurt Gerstein diera un paso más allá. Su principal biógrafo describe así sus contradicciones ideológicas: 

“Firme defensa de los valores religiososo y del honor de los movimientos juveniles de la Iglesia confesante, pero debilidad ante el Nacionalsocialismo, con aceptación de su terminología y de su retórica de pacotilla; aceptación, por encima de todo, del orden político existente, de su autoritarismo y de su histeria nacionalista”.

Sello de las SA.

El 2 de mayo de 1933, Kurt Gerstein ingresó en las filas del NSDAP, el Partido Nazi, que apenas cuatro meses antes había ascendido al poder. De nuevo en opinión de Friedländer, “es probable que la influencia combinada de la educación autoritaria, de la tradición nacionalista y de la atmósfera en el seno del protestantismo alemán contribuyeran a la decisión”, que Gerstein adoptó pese a la firme oposición de su pastor en Hagen, que le había advertido del carácter sanguinario del nazismo y de su contradicción con la fe religiosa que profesaban.
Pese a la indudable existencia de los factores ideológicos y ambientales apuntados por Friedländer, la motivación de Gerstein para afiliarse al Partido pudo ser más compleja y contradictoria de lo que aquel señala. Al recordar la conversación a que acabamos de aludir, anterior a la toma del poder por los nazis, el citado pastor y amigo, Kurt Rehling, reseña que Gerstein replicó a sus objeciones que, si se producía esa eventualidad, "entonces quizá uno debería ingresar en el Partido... ¿De qué otra forma piensas que se podría ayudar excepto desde dentro?". Esta explicación resultaría congruente con las actividades posteriores de Gerstein; pero tampoco puede descartarse un tercer vector de influencia en su decisión de afiliarse al Partido, por lo demás muy generalizado en la época: Gerstein (y su familia) pudo percibir la afiliación como una necesidad para consolidar su carrera administrativa en ciernes como empleado de las empresas mineras estatales.
Sea como fuere, no conforme con la simple afiliación al Partido, pocos meses después Gerstein ingresó en las Sturmabteilung (SA), las tropas paramilitares del nazismo. Sin embargo, su personalidad y sus convicciones religiosas no tardarían en convertirse en fuente de quebraderos de cabeza para sus superiores y de sinsabores para él mismo.
En diciembre de 1933, cuando se anunció oficialmente la absorción “voluntaria” de los movimientos juveniles protestantes por las Juventudes Hitlerianas, el militante nazi Kurt Gerstein envió sendos telegramas de virulenta protesta a Baldur von Schirach, líder de las Juventudes nazis, y a Monseñor Müller, Obispo protestante del Reich. Al primero le reprochaba la “aniquilación del protestantismo alemán” y le advertía de que no era consciente de lo que tal cosa “significa para el pueblo y el Estado alemanes”. A su obispo, Gerstein le acusaba de “abandono de la obra de la juventud evangélica” y de herir a la Iglesia con su propia mano, expresando su “vergüenza y tristeza por una tal Iglesia de Cristo”. En su discurso con ocasión del acto de disolución de los Círculos Bíblicos de Hagen, Gerstein trazó una punzante comparación con la decisión de la Flota alemana al término de la Primera Guerra Mundial, que había preferido hundir sus propios barcos a conducirlos a puertos ingleses para entregarse, e insistió en la identificación entre la nación alemana y el cristianismo. Pero, al mismo tiempo, concluyó por aceptar la unificación impuesta en aras a la fidelidad al Führer, “hacia quien dirigimos nuestras miradas con una gratitud emocionada y de quien aceptamos la orden sin la menor reserva”. El fiel cristiano seguía siendo, al menos públicamente, un nazi convencido.
Religión e ideología volvieron a entrar en conflicto el 30 de enero de 1935, cuando Gerstein asistió, en el Teatro Municipal de Hagen, a una representación de la obra de Edmund Kiss “Witttekind”, basada en la historia de Widegundo de Sajonia y de deliberado mensaje anticristiano. La obra había sido montada por las Juventudes Hitlerianas y, tras un estreno sin incidentes, ya en la segunda representación había sido abucheada por un grupo de jóvenes católicos, que fueron expulsados de la sala por la policía. En la tercera representación, Gerstein se presentó exhibiendo las insignias del Partido y acompañado de otros dos miembros de las SA uniformados. En el momento en que un actor pronunció una frase estimada blasfematoria (“¡No habrá Salvador alguno que nos llore y se lamente!”), Gerstein se puso en pie y gritó: “¡Esto es inaudito! ¡No permitiremos que se haga escarnio público de nuestra fe sin protestar!”. Sin importarles que se tratara de un miembro de las SA, los nazis del público propinaron al alborotador una paliza que le costó tres dientes.
Desde ese momento, las contradicciones internas entre una fervorosa fe cristiana y la adhesión a los principios nazis se agudizaron, acabando por conducir a Kurt Gerstein a multiplicar los actos de provocación al régimen nazi, sucediéndose los incidentes con las Juventudes Hitlerianas y con la propia Gestapo. Después de una investigación de la Gestapo en un campo de vacaciones juvenil organizado por él, Gerstein no vaciló en escribir a la oficina en Dortmund de la temible policía nazi: “Puesto que ustedes se interesan tan activamente en las cuestiones de la juventud,  podrían quizá, en tanto que policía secreta del Estado, preocuparse por asegurar el respeto, de jure y de facto, del derecho reiteradamente confirmado por el Führer de creer y de practicar la religión, derecho que pertenece igualmente a la juventud. Solo así, en el cuadro del gran ideal de una Alemania nacional-socialista, la paz y la unidad volverán al seno de la juventud [...]. Heil Hitler”. Una vez más, Gerstein mezclaba la aprobación de los ideales nazis con una firme protesta ante lo que consideraba su vulneración en materia religiosa por los órganos de poder, sin temer aparentemente a las represalias que pudiera acarrearle su actitud.

#### Primeros actos de oposición, detención y exclusión del Partido Nazi

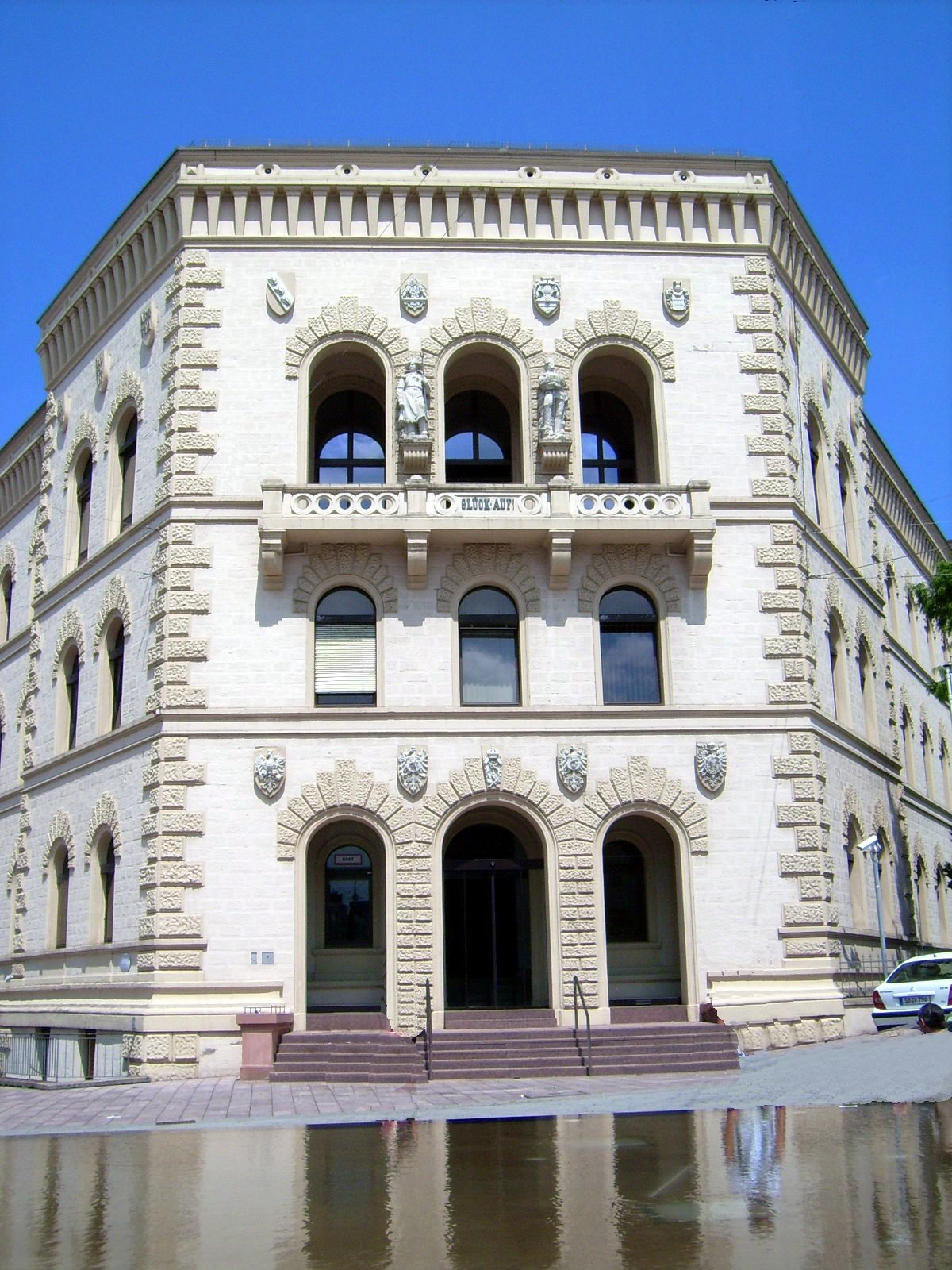
Saarbrücken : sede de las Minas del Sarre.

La agudización de sus contradicciones llevó a Gerstein a una actividad febril, en ocasiones teñida de una ironía que rozaba el absurdo o la temeridad. Así ocurrió cuando el Partido le encargó la organización en Saarbrücken del primer Congreso de Mineros Alemanes, tras el retorno del Sarre al Reich. A Gerstein se le ocurrió adjuntar a las invitaciones unos papeles en los que había escrito “compartimento para viajeros acompañados de perros rabiosos” y “compartimento para viajeros afectados de enfermedad contagiosa”. Ante tan absurda provocación, la Gestapo intervino y detuvo a su autor el 26 de septiembre de 1936, por “actividades contrarias al Partido y al Estado”. En el ulterior registro de su domicilio, se descubrieron más de mil cartas destinadas a altos funcionarios del gobierno y de la magistratura, que contenían folletos prohibidos de la Iglesia confesante sobre la creciente persecución religiosa y la asimilación de la Iglesia por el Estado. La Policía encontró además siete mil sobres vacíos, ya con las señas de otros altos funcionarios de la Justicia. Al menos 380 de estas cartas subversivas habían sido ya enviadas anónimamente por Gerstein a sus destinatarios. En su interrogatorio Gerstein adujo que había comprobado por los colegas que visitaban a su padre que la Magistratura alemana no estaba informada -como él entendía necesario- de la amplitud de la lucha contra la Iglesia.
La actuación de Gerstein vulneraba la Ley nazi de 20 de diciembre de 1934 “para la defensa del uniforme del Partido”. Las intervenciones de dignatarios de la Iglesia confesante y de su propio padre no evitaron a Gerstein seis semanas de detención preventiva en Saarbrücken. Aunque finalmente no se formularon cargos penales contra él, el Tribunal interno del Partido Nazi en la región de Sarre-Palatinado acordó el 15 de octubre de 1936 su exclusión del partido, aceptando, sin embargo, como atenuante a su conducta “haber actuado por convicción religiosa”.

#### Vida profesional y matrimonio
La exclusión del Partido tuvo de inmediato graves consecuencias sobre la vida profesional de Gerstein, al que su intensa actividad de agitador religioso no le había impedido progresar en su carrera de ingeniero de minas, que a la sazón ejercía en las Minas del Sarre, una explotación estatal. Pero sin el carné del Partido era imposible trabajar para el Estado. Puesto que las minas eran en su inmensa mayoría de propiedad pública, Gerstein se veía privado de cualquier posibilidad real de encontrar empleo en su especialidad.
Ya que era la única vía para que pudiera obtener un empleo remunerado, el padre y algunos hermanos de Gerstein desplegaron sus influencias para que Kurt fuera reintegrado al Partido. Empujado por su familia, el interesado escribió el 28 de noviembre de 1936 una plañidera carta de arrepentimiento al Tribunal regional del NSDAP, en la que aseguraba su lealtad al nazismo, alegaba como mérito que su trabajo pastoral con la juventud había contrarrestado el esfuerzo proselitista judeo-bolchevique y concluía suplicando: “No pretendo escapar a mi pena, pues reconozco plenamente haberla merecido. Pido, sin embargo, que se me ahorre la sanción más severa, la de la exclusión». Gerstein compareció a principios de enero de 1937 ante el tribunal regional del partido en Bochum y a finales del mismo mes se dirigió al Tribunal Supremo del NSDAP en Múnich, siempre en solicitud de que se anulara su exclusión.
Incapacitado para obtener empleo mientras se demoraba la esperada respuesta positiva de las instancias partidarias, Kurt Gerstein se instaló en Tubinga y volvió a los estudios. Comenzó la carrera de Teología, pero pronto se orientó hacia la Medicina tropical, que estudió en el Instituto Protestante de Misiones, y que también abandóno, obligado a renunciar, según algunas fuentes, por haber empezado a tratar a pacientes sin estar cualificado para ello, con negativos resultados.
Después de dos años de noviazgo, Gerstein se casó el 31 de agosto de 1937, en una ceremonia oficiada por el obispo Dibelius, con Elfriede Bensch, hija de un pastor evangélico. El matrimonio tendría tres hijos: Arnold, Adelheid y Olaf.

#### Segunda detención y consecuencias

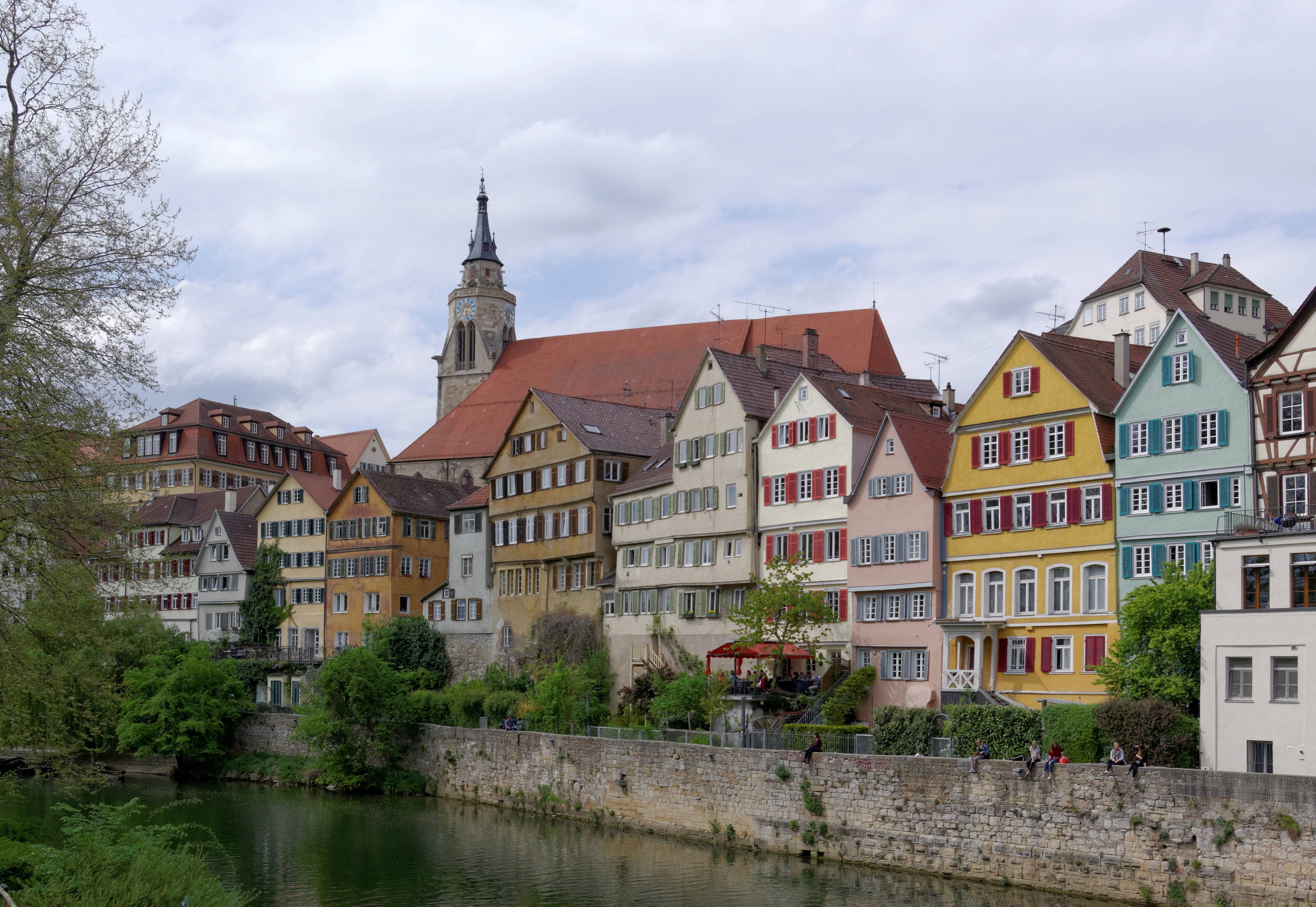
Tubinga.

Privado de fuentes de ingresos y poco motivado por los estudios, Gerstein continuó dedicándose en Tubinga al activismo religioso, tanto mediante folletos como mediante conferencias. En unos y otras insistía en su leit-motiv de la conjunción entre nacionalismo (alemán) y cristianismo (protestante), pero señalando el error en que consideraba incurrían los “cristianos alemanes”. Todo ello procurando no franquear los límites de la tolerancia del régimen.
Esta prudencia no le libró, empero, de ser detenido de nuevo el 14 de julio de 1938, con la poco verosímil acusación de estar implicado en un complot monárquico. La investigación demostraría que, si había estado al corriente de proyecto, no había tomado parte en él. Pero, entretanto, permaneció internado seis semanas en el campo de concentración de Welzheim, una experiencia traumática que le marcaría de por vida y debilitaría aún más su salud, ocasionándole problemas cardíacos y nerviosos. Durante su internamiento, Gerstein sufrió una severa depresión. Según su propia confesión, “varias veces estuve a punto de ahorcarme o de poner fin a mi vida de alguna otra forma, porque no tenía ni la más remota idea de si alguna vez sería liberado, y en ese caso, cuándo, de aquel campo de concentración”.
Liberado el 28 de agosto de 1938 tras el sobreseimiento del cargo de alta traición, y mientras su padre continuaba sus esfuerzos para obtener su readmisión en el Partido, un Gerstein económicamente arruinado y física y psíquicamente maltrecho emprendió con su esposa un crucero a la isla de Rodas para tratar de reponer su salud. Aprovechando una escala en Italia, Gerstein escribió una carta a su tío, Robert Pommer, que había emigrado a los Estados Unidos: Querido tío Robert, sus muchas visitas a Alemania han permitido que usted vea los éxitos innegables del régimen de Hitler en tantos campos: carreteras, número de desempleados, edificaciones... Pero usted no puede haber visto las tragedias resultantes de la pérdida de la libertad religiosa y espiritual y de la justicia.... En esa carta a sus parientes de América, el primo Kurt anunciaba su propósito de emigrar también allende el Atlántico, pues la vida en Alemania se había vuelto demasiado dura y peligrosa para él, dados sus antecedentes y la represión desencadenada sobre los principales miembros de la Iglesia confesante. Parece claro que en ese momento Gerstein no podía considerarse ya un nazi. Sin embargo, y por razones fáciles de suponer, la carta que casi simultáneamente envió a su padre constituía una profesión de fe en el porvenir radiante de la Alemania Nacional-Socialista.
Las súplicas de Ludwig Gerstein obtuvieron finalmente un éxito parcial. El 10 de junio de 1939, el Tribunal del Partido Nazi transformó la “exclusión” de Gerstein en simple “despido”, situación compatible con la obtención de un empleo. Con el apoyo de un gran industrial amigo de la familia, Gerstein encontrará de inmediato trabajo en una mina privada de potasa situada en Merkers (Turingia), en la que permanecerá hasta octubre de 1940.

### La Segunda Guerra Mundial: Gerstein, “espía de Dios”

#### Afiliación a las SS
Tras el estallido de la Segunda Guerra Mundial, Gerstein se presentó voluntario para ingresar, sucesivamente, en la Wehrmacht (octubre de 1939), en la Luftwaffe (junio de 1940) y, por último, en las Waffen-SS (diciembre de 1940). Entretanto se resolvían sus solicitudes, abandonó la mina de potasa para trabajar en la fábrica de bombas de aceite para locomotoras de su abuelo, en Düsseldorf, donde permanecería hasta el 5 de marzo de 1941.
En febrero de 1941, la familia Gerstein recibió inesperadamente la urna cineraria de Berthe Ebeling, cuñada de Kurt y enferma mental, que según las autoridades había fallecido espontáneamente durante su internamiento en la clínica psiquiátrica de Hadamar. Gerstein, por el contrario, quedó inmediatamente convencido de que Berthe había sido víctima del programa de Eugenesia nazi conocido como Aktion T4, que ya había comenzado a ser denunciado por círculos eclesiales. En el funeral, Kurt interpeló a su hermano y a su cuñada: "¿no os dais cuenta de lo que han hecho con Berthe?, Hadamar es un matadero. Los nazis están vaciando los hospitales mentales de Alemania exterminando sistemáticamente a los pacientes. Berthe no murió de muerte natural. ¡Fue asesinada!". Según todas las fuentes, este hecho determinó, o al menos reforzó, su decisión de adentrarse en las entrañas del monstruo nazi.

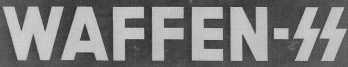
Emblema oficial de las Waffen-SS.

De una forma u otra, Kurt Gerstein fue aceptado como miembro de las Waffen-SS a principios de marzo de 1941. Tal hecho fue considerado como una locura o una traición por no pocos de sus amigos protestantes, que rompieron sus relaciones con él. Sea como fuere, la incorporación de una persona de sus antecedentes y creencias a un cuerpo de élite del nazismo resulta tan insólita por ambas partes que requiere una doble explicación, no exenta de confusiones y contradicciones.
Por lo que hace al propio Gerstein, este, en su posterior confesión a las autoridades aliadas, parecerá vincular su decisión de entrar en las SS a la muerte de su cuñada: “Tan pronto como oí acerca de los asesinatos iniciales de enfermos mentales en Grafeneck y Hadamar […] decidí dedicarme por encima de todo a tratar de asomarme a esos hornos y cámaras para conocer lo que allí sucedía. Sin embargo, la fecha de la solicitud, anterior al fallecimiento de Berthe Ebeling, y otros documentos coetáneos parecen indicar que Gerstein tenía ya tomada la decisión de antemano, siempre a fin de “conocer lo que hace esta gente, controlar su dirección y proclamar sus crímenes a todo el pueblo”. En una carta a su esposa, Gerstein incluso  sostendrá que “me afilié a las SS […] actuando como agente de la Iglesia confesante”. Parece claro, en cualquier caso, que la idea de Gerstein era la de ser “un anti-nazi encubierto, infiltrado en las SS”. Por otro lado, la referencia religiosa en la carta a su esposa explica que Joffroy titulara su libro sobre Gerstein “El espía de Dios”, que es una expresión de un amigo de juventud de Gerstein, el Pastor Rehling, y parece tomada a su vez de una célebre frase de Kierkegaard.
Más sorprendente es que alguien con los antecedentes de Kurt Gerstein pudiera ser admitido en las filas de la rama militar del cuerpo de élite del Partido Nazi. En su “informe” o testimonio, el interesado explica simplemente que “con las referencias de dos oficiales de la Gestapo que habían investigado mi caso [en 1938] no me fue difícil lograr afiliarme a las SS.”. Pero uno de los oficiales aludidos –Ernst Zener- niega tal intervención y apunta a la recomendación de una alta personalidad del sistema nazi, que bien podría haber sido el entonces mayor Walter Schellenberg, ya miembro importante del Sicherheitsdienst –SD-, contactado por Gerstein a través de un amigo común.
La afiliación a las Waffen-SS se hizo formalmente efectiva el 10 de marzo de 1941. Gerstein recibió su entrenamiento básico en la escuela del regimiento “Germania” en Hamburgo-Langenhorn, donde su informe de adiestramiento le describe “como adecuado para toda clase de tareas, competente, seguro, disciplinado y dotado de autoridad”. Pasó luego a Arnhem (Holanda) y finalmente a la academia de desinfección de Oraniemburg, junto con un grupo de médicos.
En virtud de su preparación técnica y de sus conocimientos médicos, Gerstein fue destinado tras su período de formación al Servicio de Higiene del Estado Mayor de las SS en Berlín. En ese puesto, diseñó sistemas móviles y fijos de desinfección de agua potable, que contribuyeron a disminuir la incidencia del tifus entre las tropas, lo que le ganó el aprecio de sus superiores y dos sucesivos ascensos en el escalafón de las SS, hasta alcanzar el rango de Obersturmführer, equivalente a teniente del ejército. En enero de 1942 fue ascendido a jefe del Servicio Técnico de Desinfección, lo que incluía el trabajo con gases altamente tóxicos.
Todo, sin embargo, estuvo a punto de irse a pique cuando Kurt, vestido con su uniforme de las SS., asistió en noviembre de 1941 al funeral de su hermano Alfred y fue reconocido en la ceremonia por uno de los miembros del tribunal del partido que le había sancionado, quien informó a los Servicios de Seguridad. Estos pusieron los hechos en conocimiento del jefe del Instituto de Higiene, Joachim Mrugowsky. Durante un tiempo, Gerstein estuvo bajo la vigilancia de la Gestapo, impedido de usar el uniforme de las SS y de portar armas; pero su jefe Mugrovsky decidió desechar las sospechas y mantenerle en su puesto, porque sus conocimientos técnicos y su probada habilidad le hacían un elemento demasiado valioso para prescindir de él.
Ya en los primeros tiempos de su destino, Gerstein realiza pequeñas actividades clandestinas antinazis y a favor de los prisioneros de los campos. Así, por ejemplo, durante sus visitas de inspección a los campos, en el marco de su labor de desinfección, deja “olvidadas” raciones de alimentos o paquetes de tabaco en las zonas de los campos reservadas a los prisioneros. Paralelamente, hace destinar al Instituto de Higiene a personas que le son enteramente leales, como Horst Dicken, de quien había sido tutor.

#### Testigo del Holocausto

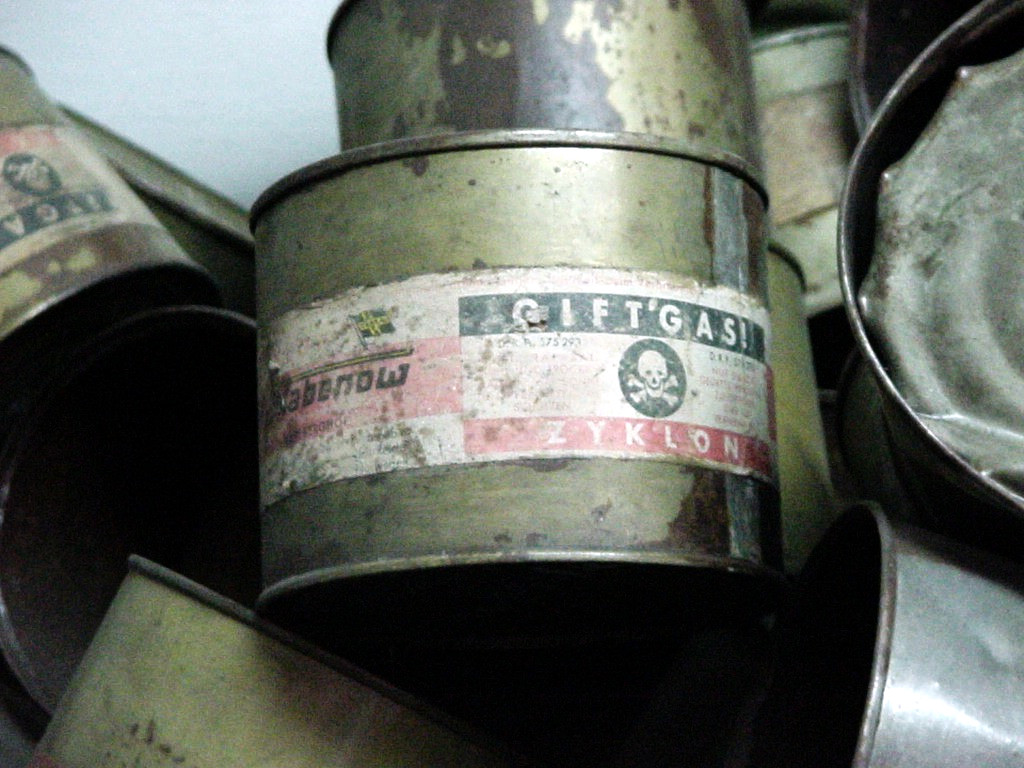
Envases del Zyklon B.

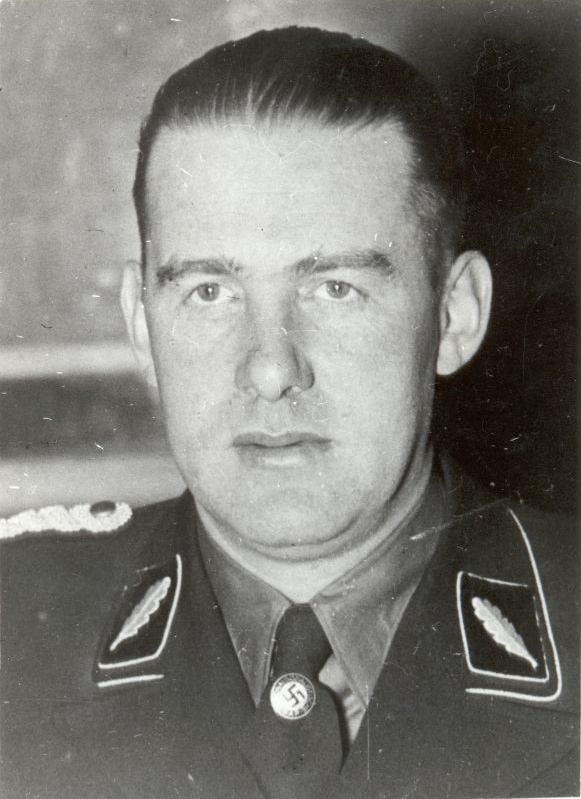
General de las SS Odilo Globocnik.

El 8 de junio de 1942, en su calidad de jefe del Departamento Técnico de Desinfección, Gerstein recibió una misión inesperada y ultrasecreta enmarcada dentro de la Aktion Reinhard que le fue encomendada por el SS Sturmbannführer Rolf Günther, de la Oficina Central de Seguridad del Reich (RSHA). Debía proveerse de cien kilos del pesticida venenoso Zyklon B y entregarlos en un destino conocido solo por el conductor del camión que le transportaría allí. Le acompañaría el doctor Wilhelm Pfannenstiel, médico higienista. Ellos debían visitar Belzec y otros campos de concentración.
En agosto de 1942, tras haber recogido el Zyklon B en una fábrica de Kolin (cerca de Praga), Gerstein fue conducido a Lublin Polonia, donde el día 17 fue recibido por el SS Gruppenführer (general de División) Odilo Globocnik, que estaba a cargo de cuatro de los primeros campos de exterminio: Belzec, Treblinka, Sobibor y Majdanek, este último aún en construcción. Globocnik, recalcando que cualquier indiscreción se pagaría con la muerte, le confió su misión: por una parte, encontrar un procedimiento para la desinfección masiva de las ropas de las que se despojaba a los prisioneros; por otra, y más importante, cambiar el sistema de las cámaras de gas, que en ese momento utilizaban el monóxido de carbono procedente de los gases de escape de motores diésel, por otro tóxico más rápido y eficiente, como el Zyklon B.
El día 18 Gerstein fue conducido al campo de concentración de Belzec, donde a la mañana siguiente presenció el proceso completo de gaseamiento de un tren de 45 vagones atestado de prisioneros judíos, de toda edad y condición. Después de que los miles de judíos que habían sobrevivido el viaje fueron sacados violentamente de los vagones, rapados, obligados a desnudarse y a despojarse de sus objetos de valor, la procesión comenzó a dirigirse hacia las cámaras de gas. Para que no vacilaran al entrar, un SS les aseguraba con voz “clerical” que nada malo les ocurriría en su interior y que sólo tenían que inhalar el gas para prevenir enfermedades y epidemias. Cuando las cámaras estuvieron repletas

El Unterscharführer Hackenholt hacía grandes esfuerzos para conseguir que el motor arrancara. Pero no funcionaba. Vino el Hauptsturmführer (capitán) Christian Wirth. Yo podía ver que estaba asustado por mi presencia en tal desastre. En efecto, yo lo veía todo y esperaba. Mi cronómetro marcaba 50 minutos, 70 minutos y el motor no arrancaba. La gente esperaba dentro de las cámaras de gas. En vano. Podía oírseles llorando “como en la sinagoga”, dijo el profesor Pfannenstiel, con los ojos pegados a la mirilla de la puerta de madera. Furioso, el capitán Wirth azotó al ayudante ucraniano de Hackenholt, doce, trece veces en la cara. Tras 2 horas y 49 minutos –el cronómetro lo registró todo- arrancó el motor. Hasta ese momento, las personas encerradas en aquellas cuatro cámaras atestadas estaban todavía vivas. Transcurrieron otros 25 minutos. Muchos estaban ya muertos, lo que podía verse por la mirilla, porque una lámpara eléctrica interior iluminó la cámara algunos instantes. Después de 28 minutos, sólo unos cuantos estaban todavía vivos. Finalmente, después de 32 minutos, todos estaban muertos.

A Gerstein le enseñaron a continuación el tratamiento dado a los cadáveres antes de su incineración:

Unos dentistas arrancaban los dientes de oro de puentes y coronas. En medio de ellos permanecía el capitán Wirth. Estaba en su elemento y mostrándome una gran lata llena de dientes, me dijo: "¡Vea usted mismo el peso de este oro! Es sólo de ayer y de anteayer. No puede imaginar lo que encontramos cada día: dólares, diamantes, oro. ¡Lo verá por sí mismo!”.

Gerstein no entregó el cargamento de Zyklon B destinado a Belzec. Durante el transporte había tenido que vaciar uno de los cuarenta y cinco envases de acero que contenían el tóxico; y los cuarenta y cuatro restantes los escondió dispersos por las proximidades del campo con la ayuda del conductor del camión, aprovechando el pavor de éste al cargamento que transportaba. Justificó la falta de entrega al comandante del campo también por el carácter excesivamente peligroso e inestable del cianuro.

#### El infructuoso intento de alertar al mundo

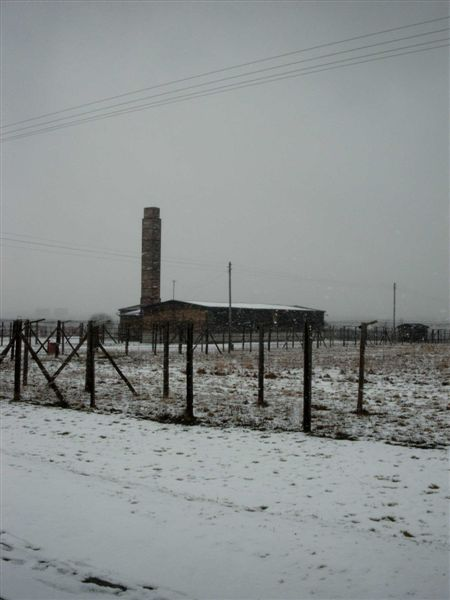
Majdanek.

Gerstein quedó tan horrorizado por lo que había visto en Belzec y Treblinka, que decidió hacerlo saber al mundo para que la opinión pública internacional detuviera el genocidio. La primera oportunidad se le presentó por casualidad y casi de inmediato. En la noche del 20 de agosto de 1942, Gerstein coincidió en el tren que le llevaba de regreso de Varsovia a Berlín con un completo desconocido: el barón Göran von Otter, a la sazón Secretario de la Embajada sueca en Berlín. Inesperadamente, el tren se detuvo en pleno campo, a menos de una hora de Varsovia. El diplomático sueco y el SS alemán aprovecharon para apearse a tomar un poco de aire fresco. Von Otter recordaría posteriormente así su encuentro: “[Gerstein] tenía gotas de sudor en la frente y lágrimas en los ojos. Y tenía la voz ronca cuando exclamó de pronto: ‘he visto algo horrible ayer; ¿puedo visitarle en la Legación?’”. Von Otter le sugirió que podían hablar allí mismo y le preguntó si se refería a los judíos, pues ya corrían rumores al respecto. Gerstein contestó afirmativamente y, en una conversación febril que duró varias horas, narró a su oyente todo lo que había presenciado y lo que estaba sucediendo, mientras lloraba y fumaba incesantemente; rogando a su interlocutor que informara de las atrocidades en los campos al gobierno neutral sueco y que este hiciera llegar la información a los aliados y al mundo exterior. Von Otter describiría luego la actitud del oficial alemán que tan bruscamente le había abordado: 

A Gerstein le resultaba difícil mantener la voz baja. Permanecimos allí juntos toda la noche, unas seis horas o quizá ocho. Y una y otra vez Gerstein volvía a recordar lo que había visto. Sollozaba y escondía la cara entre las manos. Desde el mismo momento en que Gerstein empezó a describir las atrocidades, llorando y con el corazón roto, no tuve duda de la sinceridad de sus intenciones humanitarias.

Von Otter redactó para sus superiores el informe que Gerstein le había pedido; pero el Ministerio de Asuntos Exteriores de Suecia no le concedió credibilidad, lo mantuvo archivado y solo lo publicó después de concluir la Guerra. Sin embargo, Gerstein y von Otter volvieron a mantener contactos en Berlín.
No satisfecho con esa primera comunicación, Gerstein continuó dando testimonio del horror a otras personas que pensaba podían contribuir a detenerlo. Así, solicitó audiencia a Monseñor Cesare Orsenigo Nuncio Apostólico de la Santa Sede en Berlín; pero su solicitud fue reiteradamente rechazada con la excusa de su condición militar, e incluso fue invitado a abandonar la Nunciatura. En su testimonio de 1945, escribiría con desesperación: “¿Qué acción contra el nazismo puede exigirse a un ciudadano corriente cuando el representante de Dios en la Tierra se negó a recibirme?”.
Tras ese primer fracaso, Gerstein continuó con su labor de testimonio, siempre con resultado infructuoso. En sus propias palabras: 

Continué informando a cientos de personas de estas horribles matanzas. Entre ellas estaban la familia del pastor Niemöller; el Dr. Hochstrasser, agregado de prensa en la Embajada Suiza en Berlín; el Dr. Winter, asesor jurídico del Obispo Católico de Berlin  -a fin de que pudiera transmitir mi información al Obispo y al Papa-; al Dr. Dibelius, y a muchos otros. De esta forma, miles de personas fueron informadas por mí.

Entre las personas a las que informó Gerstein cabe añadir el sacerdote católico Otto Wehr o el ingeniero holandés H. J. Ubbink, amigo suyo desde principios de los años treinta, con el que había vuelto a encontrarse durante su entrenamiento en Arnhem. Años después, Ubbink relataría así su entrevista con Gerstein, que tuvo luger en Berlín en febrero de 1943: 

“Con gran indignación, me contó cómo tenían lugar los gaseamientos usando el gas de escape de motores diesel. Me dio todos los detalles y me contó que por ese tiempo había 9000 muertes por día en los tres campos. Al principio no quise creele en absoluto, pero sus muestras de emoción y su estado de hundimiento psíquico, más que el hecho de que me lo jurara, me dieron la convicción de que se me había revelado un secreto que sólo un puñado de personas conocía. […] Me preguntó si yo podría entrar en contacto con personas que tuvieran comunicación por radio con Londres, y yo le contesté que sí. Entonces me pidió, -más que eso, me suplicó-, que transmitiera esta historia a Inglaterra, de forma que pudiera ser conocida por todo el mundo y que el pueblo alemán pudiera ser advertido.

Las esperanzas de Gerstein en suscitar por esa vía una reacción de la opinión pública alemana y mundial se vieron defraudadas. Ubbink mantuvo su palabra, pero la única respuesta que Gerstein recibió indirectamente de la resistencia holandesa fue que dejase de intoxicar suministrando “atrocidades inventadas”. Sin embargo, la reticencia de los holandeses no fue tan absoluta como interpretaron Gerstein y el propio Ubbink. Investigaciones recientes han comprobado que la Resistencia, tan pronto como en abril de 1943, hizo llegar la información recibida de Gerstein al Gobierno holandés en el exilio, quien a su vez, ya en septiembre, la remitió, o se propuso remitirla, con el ruego de que fuese publicada, al Comité Interaliado de Inteligencia, con sede en Nueva York y a la sazón en trance de reestructuración. Lo cierto, sin embargo, es que, por una causa u otra, la información de Gerstein no se publicó y no consta siquiera que llegara al aludido CII. El documento elaborado por la resistencia holandesa, con el título en alemán Tötungsanstalten in Polen ("Establecimientos de exterminio en Polonia"), redactado en primera persona y atribuido a "un oficial alemán de alto rango" -que no puede ser sino el propio Gerstein- constituye un precedente del luego llamado "Informe Gerstein".
Según avanzaba la guerra y aumentaban las proporciones del Holocausto, Gerstein seguía con su labor oficial de proveer los medios para la “solución final”, sin otra opción que la de perpetrar pequeños pero peligrosos actos de sabotaje como el realizado en Belzec, consciente, pues no era un fantasioso, de que ni tales acciones ni su labor de testimonio estaban surtiendo efecto alguno. Esta contradicción dio a su conducta un carácter cada vez más frenético. En palabras del pastor Niemoller: 

Se comportaba de una forma extrañamente temeraria, arriesgando innecesariamente su vida cada vez que hablaba de los campos de exterminio a personas a las que apenas conocía y que no estaban en situación de prestar ninguna ayuda, pero que, en cambio, podían ser sometidas fácilmente a interrogatorio y tortura.

Entre esas personas a las que Gerstein se arriesgó a comunicar la verdad del holocausto se cuenta el pastor Herbert Mochalski, que, exiliado desde Silesia, había sustituido al pastor Martin Niemoller en su parroquia de Santa Ana de Dahlem, cuando este fue internado en un campo de concentración. El relato que hace Mochalski de su entrevista proporciona un estremecedor testimonio de primera mano del estado anímico de Gerstein y de los riesgos que afrontaba. Cuenta el pastor que a su iglesia no se atrevían a asistir más de cuarenta o cincuenta fieles, a todos los cuales conocía personalmente. Por eso, cuando un día, mientras predicaba sobre el quinto mandamiento, observó a un desconocido entre los asistentes supuso que se trataba de un agente de la Gestapo y que el sermón iba a traerle complicaciones. Pero 

apenas volvió a la sacristía, mientras se quitaba la ropa litúrgica, el desconocido entró con una maleta en la mano; y, muy nervioso, le dijo que había pasado por allí, había visto luz, había entrado, y había oído la predicación, que le afectaba personalmente: Es la Providencia la que me ha guiado. Una cosa terrible me ha sucedido. Luego sacó de su bolsillo un papel con bordes rojos, como eran los impresos de las órdenes de detención de la Gestapo, y dijo: Pertenezco a las S.S., y prosiguió: Lea usted mismo. Es una orden de ir a buscar ácido prúsico. ¿Sabe lo que significa? Es muy secreto...Este cargamento que debo ir a buscar está destinado a matar a miles y miles de gentes, a las que se llama sub-hombres. Señor Pastor, ¿qué debo hacer? Si cumplo la orden, me convierto en cómplice de este exterminio. Estoy decidido a suicidarme. Voy a matarme, pero eso significa la muerte de otras dos personas, porque cada S.S. está apadrinado por dos personas. Si me mato, serán fusilados. ¿Qué debo hacer? Y el Pastor Herbert concluye: No supe qué responderle, y partió con su maleta.

Conviene precisar que, aunque la información de Gerstein era extraordinaria por provenir de una fuente interna y por su grado de detalle, no fue la única, ni siquiera la primera, que alertó fuera de Alemania sobre la existencia de los campos de exterminio. Como se deduce de la conversación con von Otter, los hechos esenciales (los propios campos, la deportación masiva de judíos, las cámaras de gas...) eran ya conocidos por los Aliados, por los países neutrales y por la Santa Sede en la época en que recibieron las informaciones de Gerstein en 1942. Tampoco sería exacto considerar que el silencio de los Aliados sobre los campos de exterminio fue absoluto durante la Guerra. Algunas emisiones de propaganda de la BBC hicieron referencia a ellos, e incluso aviones aliados lanzaron sobre suelo alemán octavillas denunciando su existencia. Fue concretamente la información de Gerstein la que fue menospreciada, acaso, paradójicamente, por lo que constituía su principal valor: el proceder de un testigo ocular situado en las propias entrañas del monstruo.

#### El papel de Gerstein en el suministro de Zyklon B a los campos

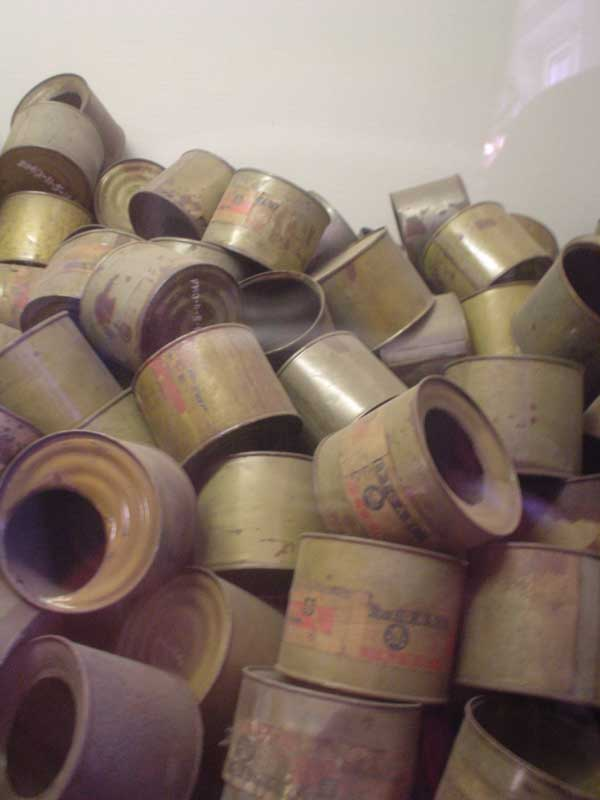
Envases vacíos de gas, encontrados por los Aliados en Auschwitz al final de la Segunda Guerra Mundial.

Si sus actividades clandestinas están bien documentadas, un manto de oscuridad cubre, en cambio, las actividades oficiales de Gerstein a partir de 1942. 
Gerstein escribió muy pocas cartas en estos años y sus relaciones escritas tras la guerra son muy poco explícitas sobre el desempeño cotidiano de su destino en esos años.
Parece seguro que visitó los campos de Ravensbrück y Oranienburg, pero no hay pruebas de que volviera a ninguno de los campos de Polonia, aunque en sus cartas afirma haber estado en Auschwitz-Birkenau, así como en Mauthausen, sin revelar el propósito de tales viajes. Gerstein relató también que, a principios de 1944, recibió la orden de proveerse de una enorme cantidad de Zyklon-B, "suficiente para matar a millones de personas", que sería necesario "para un oscuro propósito" y que debería almacenarse en un refugio cerca de Berlín para que estuviese "fácilmente disponible". Gerstein afirma que sospechó que se pensaba utilizar el gas contra prisioneros de guerra y trabajadores extranjeros o contra la propia población alemana en caso de derrota, por lo que, acudiendo de nuevo al argumento de la inestabilidad y peligrosidad del tóxico, convenció a su superior para que el cargamento se destinase a Auschwitz y a Orianemburg, donde consiguió que fuera usado para fines de desinfección. No existen, sin embargo, pruebas objetivas de esta historia, ni del pedido extraordinario, ni del uso final del gas.
En agosto de 1944, respondiendo a la carta de su padre transcrita más arriba sobre la obediencia debida a las órdenes recibidas, le escribe con orgullo (y con no poca exageración): 

Te equivocas en una cosa. Nunca he participado en nada de esto. Cada vez que recibía órdenes, no sólo no las cumplía, sino que me aseguraba de que se desobedecieran. Por mi parte, dejo todo esto con las manos limpias y la conciencia clara.

Con toda probabilidad, en esta carta Gerstein alardeaba o se engañaba a sí mismo. Es casi imposible creer que pudiera destruir o dar un destino inocuo a la gran cantidad de tóxico que pasó por su negociado; máxime cuando los encargos del producto requerían expresamente que estuviese desprovisto del elemento irritante que advertía de la presencia del gas letal en su uso original como desinfectante o desinsectante, de modo que con esa omisión el tóxico resultaba más adecuado para un propósito asesino y mucho más peligroso para otro inocente (aunque también más "humanitario" para las víctimas, a las que esta supresión ahorraba sufrimiento físico y psíquico, según arguyó el propio Gerstein). Tras un análisis minucioso de las actas judiciales, la historiadora canadiense Valerie Hébert concluye que, si bien no hay una prueba directa y concluyente de que los envíos de Zyklon B gestionados por Gerstein fueran utilizados en las cámaras de gas de Auschwitz, ninguna suposición permite descartar la complicidad objetiva de Gerstein en ese asesinato masivo: 

[Gerstein] coordinó el suministro de gas venenoso al epicentro de la destrucciòn nazi de los judíos en una etapa en que una escasez de Zyklon B coincidió con un incremento de su demanda a los fines de la masacre. Él no estaba destinado en Auschwitz; por tanto, su control del uso del gas no podía ser absoluto. Aunque Gerstein escribió y contó a sus amigos y contactos que nada del veneno que había pasado por sus manos fue utilizado contra seres humanos, la posibilidad de que fracasase en su empeño no puede ser desechada.

Otra cosa es, sin embargo, que Gerstein fuera el único, ni siquiera el principal, proveedor de Zyklon B a los campos de exterminio, y, en concreto, a Auschwitz, como lo consideran algunos autores. Gerstein trabajaba exclusivamente con la empresa Degesch, mientras que la principal empresa suministradora era Testa. El Tribunal de Frankfurt que juzgó en apelación el caso Degesch (ver infra) rastreó minuciosamente las cantidades de Zyklon B que se habían suministrado a los campos a pedido de Gerstein, y llegó a la conclusión de que fueron 3790 kilogramos, de los que 2175 kg fueron a Oranienburg y 1775 kg a Auschwitz (590 kg en 1943 y 1185 kg en 1944), aunque no resultó probado que los envíos a Oranienburg alcanzaran su destino ni fueran utilizados allí. El propio Gerstein adjuntó a su informe facturas por entregas de Zyklon B que sumaban 2175 kg. Las cantidades suministradas por Testa multiplicaban esas cifras, pero ello no quita para que Gerstein gestionase personalmente el envío de toneladas del gas letal. Según los cálculos del Tribunal de Frankfurt, puesto que se requería un promedio de seis kilogramos de Zyklon B para asfixiar a 1500 personas, los 1775 kg gestionados por Gerstein habrían bastado para asesinar a 450.000 personas en Auschwitz.

### Deserción, entrega, prisión y muerte
Sabiendo próximo el fin del régimen nazi, Gerstein abandonó Berlín en marzo de 1945, con el pretexto de un viaje por razones profesionales. El día 26 llegó a Tubinga, donde pasó unos días con su mujer y sus tres hijos. Según Elfriede Gerstein, la intención de su marido era entregarse a las tropas estadounidenses, creyendo que estas estaban más cerca de Tubinga de lo que en realidad ocurría.
Impedido de volver a Berlín por el desplazamiento de la línea del frente, Gerstein abandonó Tubinga para no poner en peligro a su familia, a la que ya no volvería a ver. 
Encontró entonces refugio en casa de unos amigos médicos en Urach, donde vivió hasta que llegó al pueblo el rumor de que un destacamento de las SS estaba por llegar a la comarca. Considerado ya como un desertor, después de un mes sin dar señales de vida a sus superiores, caer en manos de las SS habría sido lo peor que pudiera sucederle a Gerstein, al que no le quedaba otra salida que rendirse a los aliados, y en concreto a las tropas francesas que se encontraban en la región.

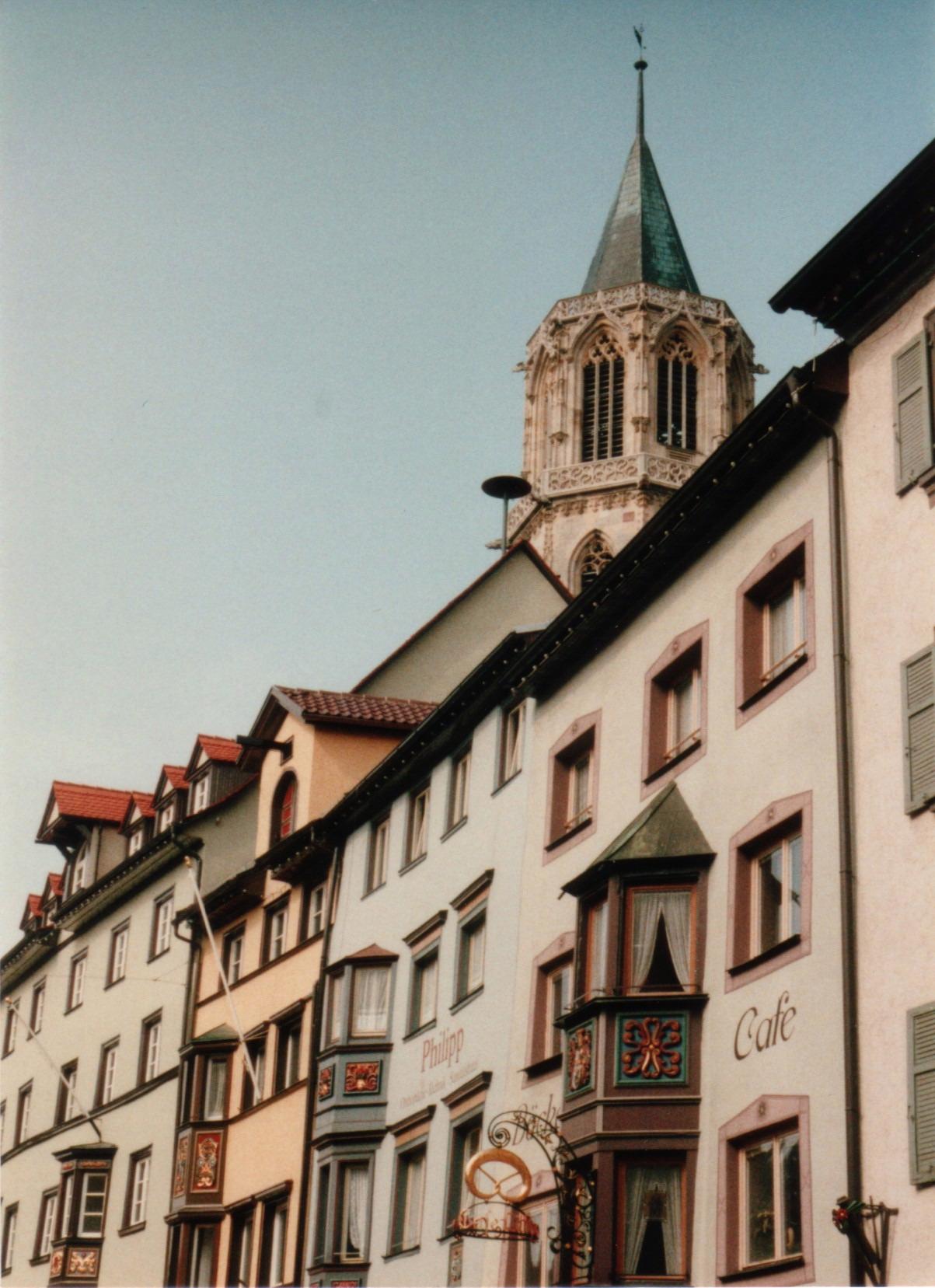
Rottweil, primer lugar de detención de Gerstein.

Fue así como el 22 de abril de 1945 Kurt Gerstein se entregó al comandante francés establecido en el pueblo de Reutlingen, ante quien proclamó sus convicciones antinazis. En un principio, el insólito prisionero recibió un trato comprensivo, siendo trasladado a Rottweil, en situación de arresto bajo palabra; lo que implicaba permanecer alojado en el hotel Mohren sin otra limitación que la de presentarse ante la gendarmería francesa una vez al día. Gerstein aprovechó el tiempo de su liviano arresto para redactar por escrito sus experiencias. 
En esta condición permaneció hasta el 26 de mayo, en cuya fecha fue puesto a disposición del ORCG (Organismo para la Investigación de Crímenes de Guerra), que dispuso su traslado a Constanza (Alemania) y enseguida a París, a donde llegó los primeros días de junio. En esos momentos, Gerstein era optimista sobre su futuro. En una carta escrita el mismo día 26 de mayo a su esposa, le anunciaba que comparecería "ante el Tribunal Internacional de Justicia como uno de los principales testigos contra los criminales de guerra" y exclamaba con jactancia: "¡La gente oirá hablar de mí, puedes estar segura! Te quedarás atónita cuando sepas todo lo que he hecho..."
Las cosas no se desarrollaron, empero, como Gerstein esperaba. Su testimonio ante los oficiales franceses de inteligencia tropezó con la misma incredulidad que había encontrado antes su intento de alertar del Holocausto. Si bien estaba clara su participación en las tareas de aprovisionamiento de gas letal para las cámaras de exterminio, el relato de sus actividades de resistencia ofrecía a los interrogadores "demasiadas inverosimilitudes". Imputado por crímenes de guerra, el 5 de julio de 1945 fue encarcelado en la prisión de Cherche-midi, en el centro de París y el día 20 recluido en régimen de aislamiento celular, a la espera de comparecer ante la justicia militar. En una carta inconclusa, solicitó a su amigo Ubbink, de la resistencia holandesa, que testificara en su favor.
El día 25 de julio de 1945 el carcelero miró en su celda y descubrió el cuerpo de Gerstein, ahorcado con un trozo de su manta. Años más tarde, el coronel Mantout, jefe del ORCG que había asistido a los interrogatorios, describiría a Gerstein como "un místico traumatizado y desesperado por no haber sido tomado en serio ni por los alemanes ni por los aliados. Las especulaciones recurrentes acerca de un posible asesinato a manos de sus custodios o, más frecuentemente, de otros oficiales de las SS prisioneros parecen carecer de fundamento, desde el momento en que Gerstein habría dejado varias cartas explicando las razones de su suicidio, si bien las mismas se perdieron poco después de su muerte.
El 23 de julio, Göran von Otter que estaba entonces en Helsinki, había escrito a su colega en Londres, Baron Lagerfelt, instándole a localizar y ayudar a un alemán llamado Gerstein y pidiendo que tratara el tema con las autoridades aliadas. Sus gestiones llegaron tarde.
Gerstein fue enterrado en el cementerio de Thiais, bajo el nombre de "Gastein", por un error de transcripción. Pero sus restos no encontraron allí descanso definitivo: su tumba se encontraba en una sección del cementerio que fue demolida en 1956.

## La difícil y tardía rehabilitación de su memoria
La incredulidad y la incomodidad moral que provocaba la compleja y contradictoria trayectoria vital de Gerstein dificultaron su rehabilitación póstuma, que se desarrolló a través de un tortuoso proceso judicial y administrativo. Este comenzó cuando en octubre de 1949 la viuda de Gerstein, en difícil situación económica con tres hijos de corta edad, solicitó una pensión, a la que no tenía derecho mientras su marido fuera considerado un miembro activo y voluntario del régimen nazi. Por ello, las autoridades administrativas derivaron el caso al Tribunal de Desnazificación de Tubinga, a fin de determinar el grado de compromiso de Gerstein con el nazismo. Tras esta especie de juicio póstumo, el Tribunal pronunció el 17 de agosto de 1950 un fallo condenatorio de Gerstein. Pese a reconocer que los esfuerzos de Gerstein por dar a conocer al mundo la realidad de las cámaras de gas y sus pequeños sabotajes de cargamentos de Zyklon B constituían actos de resistencia con los que había afrontado grandes peligros, el Tribunal concluía, sin embargo: 

A la vista del horror de los crímenes cometidos, esta actitud [...] no basta para exonerarle completamente de su corresponsabilidad. Después de sus experiencias en el campo de Belzec, podría haberse esperado de él que se resistiera con todas las fuerzas a su disposición a convertirse en herramienta de un exterminio organizado. El Tribunal es de la opinión de que el acusado no agotó todas las posibilidades que tenía abiertas y de que debería haber encontrado otras formas y medios de mantenerse al margen de la operación. No es comprensible ni excusable que un cristiano convencido como era [...] consintiera [...] tramitar los pedidos a la empresa [...] que suministraba el gas Zyklon B. [...]Que él sólo no podría impedir el exterminio ni salvar la vida, ni siquiera de un pequeño de número de personas, tal era lo que habría debido comprender claramente después de lo que había visto [...] En conclusión, tomando en cuenta las circunstancias atenuantes expuestas [...] el Tribunal no ha incluido al acusado entre los principales criminales pero lo sitúa entre los incriminados.

La apelación de la viuda de Gerstein fue desestimada en noviembre del mismo año, insistiendo el Tribunal en las mismas razones: Gerstein era "plenamente consciente" del destino del gas, debió haber reconocido su incapacidad de evitar los crímenes y debió haber abandonado las SS., en lugar de intentar una inútil resistencia desde el interior.
Mientras tanto, la actuación de Gerstein se ventilaba paralelamente en otro proceso judicial, en este caso penal; en concreto ante el Tribunal de Frankfurt, que juzgaba a Gerhard Peters, que había sido director de la empresa Degesch, una de las suministradoras del Zyklon B. En este contexto, la cuestión era determinar el destino final de las importantes cantidades de gas venenoso que habían sido entregadas a nombre personalmente de Kurt Gerstein (recuérdese el carácter secreto y aun clandestino de la operación). Tras un estudio riguroso de los textos escritos por el propio Gerstein y después de oír a numerosos testigos, el Tribunal de Apelación concluyó en 1955 respecto al comportamiento de Gerstein: 

Gerstein representa el tipo de hombre que, en virtud de sus condiciones más profundas, desaprobaba, incluso odiaba interiormente, el régimen nazi, pero participó en él a fin de combatirlo desde el interior y evitar cosas aún peores. Gerstein, sin embargo, no era más que Obersturmführer de las SS y no representaba en ese formidable engranaje más que una rueda relativamente secundaria, cuyo papel se limitaba a un ámbito bien determinado. A despecho de sus más grandes esfuerzos y de sus mejores intenciones, el no tenía la importancia ni la influencia suficiente para detener esa maquinaria, o, más precisamente aún, para actuar sobre aquello que salía del cuadro de sus competencias. La máquina era más fuerte que él. Acabó por darse cuenta y manifiestamente sufrió mucho por ello [...] Es posible que el simple hecho de realizar esos esfuerzos, con el permanente riesgo de muerte que comportaban, le bastara para convencer a su conciencia de que sus manos estaban limpias. Pero esa convicción no muestra si tales esfuerzos siempre lograron el esfuerzo deseado.

A los diez años de su muerte, Gerstein ya no era para los tribunales alemanes tanto un cómplice de los crímenes del nazismo, cuanto un resistente, pero un resistente ingenuo, equivocado y fracasado, de modo que era igualmente responsable. Como se ha escrito recientemente, "al juzgar las acciones de Gerstein, los Tribunales volvían una y otra vez a la idea de que Gerstein debería haber abandonado las SS en vez de involucrarse en sus crímenes; lo que implica que Gerstein habría estado en mejor posición jurídica (y moral) si nunca hubiera intentado subvertir desde dentro los crímenes de los nazis".

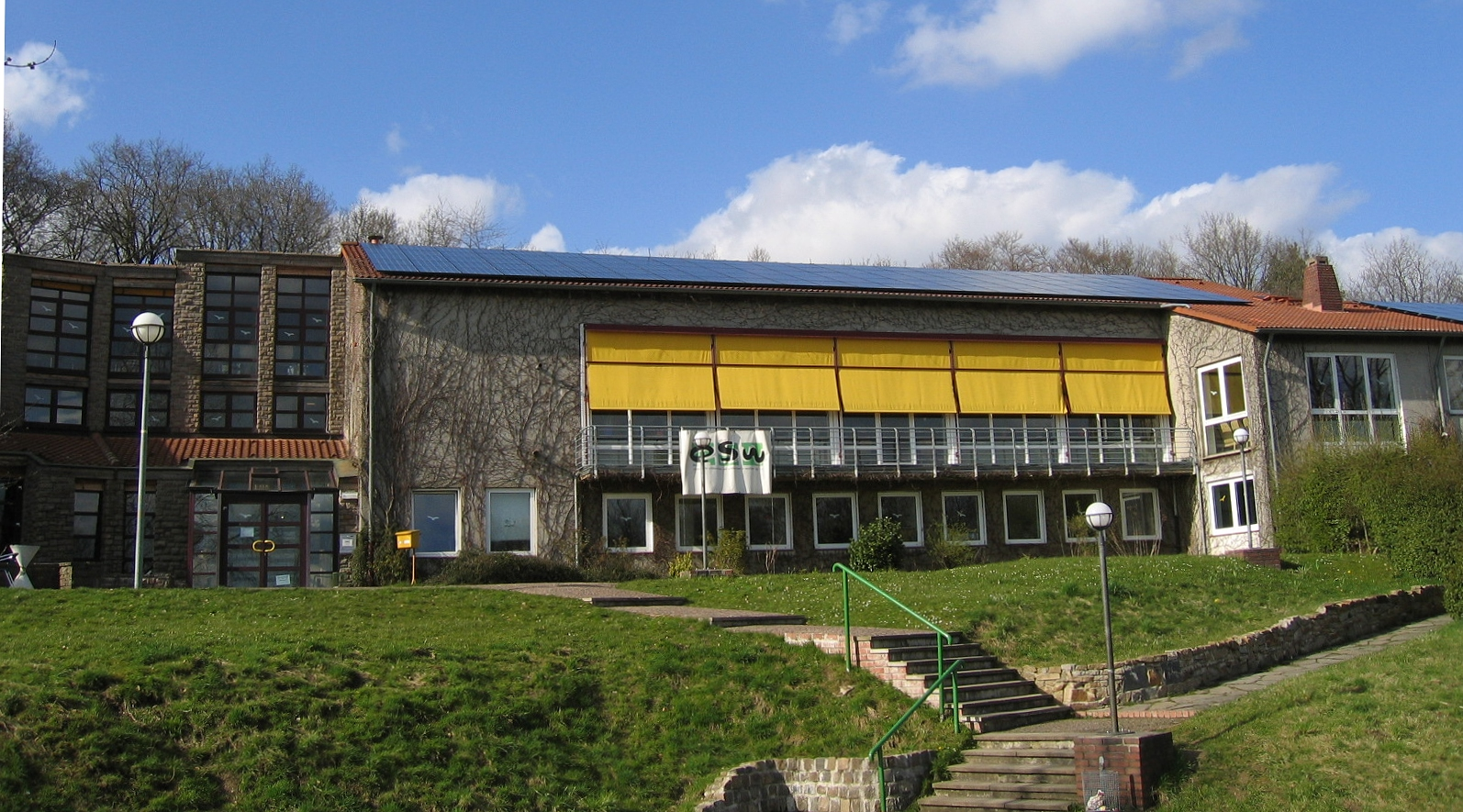
La « Casa Kurt Gerstein » (museo y archivo), cerca de Hagen.

La rehabilitación pública y definitiva tardaría en llegar, y no se produciría por una decisión judicial, sino administrativa. Tras una primera solicitud de la viuda de Gerstein, rechazada en diciembre de 1955, el 20 de enero de 1965 el ministro-presidente del land de Baden-Württemberg, y luego canciller federal, Kurt Georg Kiesinger rehabilitó póstumamente la memoria de Gerstein, al revocar el fallo del Tribunal de Desnazificación, clasificando formalmente a Gerstein en la categoría de "absueltos". No parece ajena a esta decisión la circunstancia que en esta segunda ocasión la solicitud fuera presentada nada menos que por un comerciante judío sobreviviente de los campos de concentración, que fuera acompañada de una campaña de apoyo en los medios de comunicación y, especialmente, que el entonces Presidente del Consejo Central de los Judíos en Alemania declarase públicamente que los contactos de Gerstein informando sobre el asesinato masivo de judíos fueron un verdadero acto de resistencia. Al anunciar la rehabilitación, Kiesinger declaró que "Gerstein luchó contra el nacional-socialismo en la medida de sus fuerzas y sufrió las consecuencias".
Esta decisión allanó el camino para que la viuda de Gerstein pudiera obtener la pensión que llevaba reclamando más de quince años. Tras un proceso administrativo laberíntico, se denegó la pensión que había solicitado como compensación de los perjuicios sufridos por su marido como resistente, pero se le reconoció, ya en 1969, una pensión ordinaria en consideración a la posición de funcionario que Gerstein había ostentado como inspector de minas.

## El "Informe Gerstein"

### Origen y contenido
En los días de su prisión atenuada en Rottweil, Gerstein escribió un informe relativamente extenso en el que detallaba su biografía y sus actividades de resistencia y daba testimonio del gaseamiento que presenció en el campo de Belzec. El propio Gerstein realizó tres versiones de este mismo informe, con pequeñas variantes. La primera, manuscrita en un "francés vacilante", está datada el 26 de abril de 1945; las otras dos, en alemán, llevan respectivamente fecha del 4 y el 6 de mayo de 1945. Gerstein entregó la versión en francés a dos oficiales de inteligencia, uno británico y otro estadounidense, que se entrevistaron con él; un ejemplar de la versión alemana llegó a poder de la esposa de Gerstein y el otro acabó, por vías no aclaradas, en los archivos estadounidenses de inteligencia.
Aunque las tres versiones del informe contienen variaciones menores que no afectan a la coherencia del documento en conjunto, la estructura es idéntica en todas ellas y la mayoría de los pasajes se repiten casi literalmente de una a otra. El informe comienza, casi como un curriculum vitae, con un resumen de la trayectoria educativa y laboral de Gerstein. A continuación se subrayan las actividades de resistencia del autor previas a su ingreso en las SS. La parte central y más detallada relata la visita al campo de concentración de Belzec y el gaseamiento que Gerstein presenció allí, en los términos que arriba hemos reproducido. La parte final se consagra a relatar los intentos de Gerstein por difundir su testimonio, menciona el supuesto pedido extraordinario de 1944 y guarda silencio sobre sus actividades oficiales posteriores a la visita a Belzec. La descripción de esta, con su minucioso detalle del proceso de gaseamiento, resulta ser uno de los testimonios existentes más vívidos acerca del funcionamiento de los campos de exterminio.
Las tres versiones del informe concluyen con la enfática proclamación de la veracidad de todo lo relatado y de la disposición de Gerstein a mantenerlo bajo juramento; lo que sugiere que redactó los informes con vistas a una eventual actuación como testigo en los juicios contra los criminales de guerra nazis, sin darse cuenta de que él mismo podría ser tratado como tal, y así lo fue poco después. Particularmente dramática resulta la conclusión de la versión alemana de 4 de mayo de 1945: 

Todas mis declaraciones son verdad, palabra por palabra. Soy plenamente consciente de la extraordinaria tragedia de mi testimonio, ante Dios y ante el conjunto de la Humanidad, y comprometo bajo juramento que nada de todo lo que he registrado aquí ha sido imaginado o inventado, sino que todo sucedió exactamente asi.

### Difusión y utilización ante los Tribunales
Aparte reseñas periodísticas, la versión francesa del "informe Gerstein" fue publicada por primera vez en 1951 por el historiador Léon Poliakov como apéndice a su obra Breviario del Odio, aunque con algunos errores de transcripción, e incluso alguna corrección pretendidamente menor (por ejemplo, sobre la superficie de las cámaras de gas) introducida por el propio editor. La versión alemana del 4 de mayo de 1945 fue publicada en el número inaugural de la revista trimestral del Institut für Zeitgeschichte, con edición y comentarios de Hans Rothfels.
El informe, sobre todo en su versión francesa, ha sido luego reproducido o ampliamente extractado en monografías sobre Gerstein y en obras generales sobre el III Reich y el Holocausto y es hoy accesible íntegramente en la red (aunque no en español).

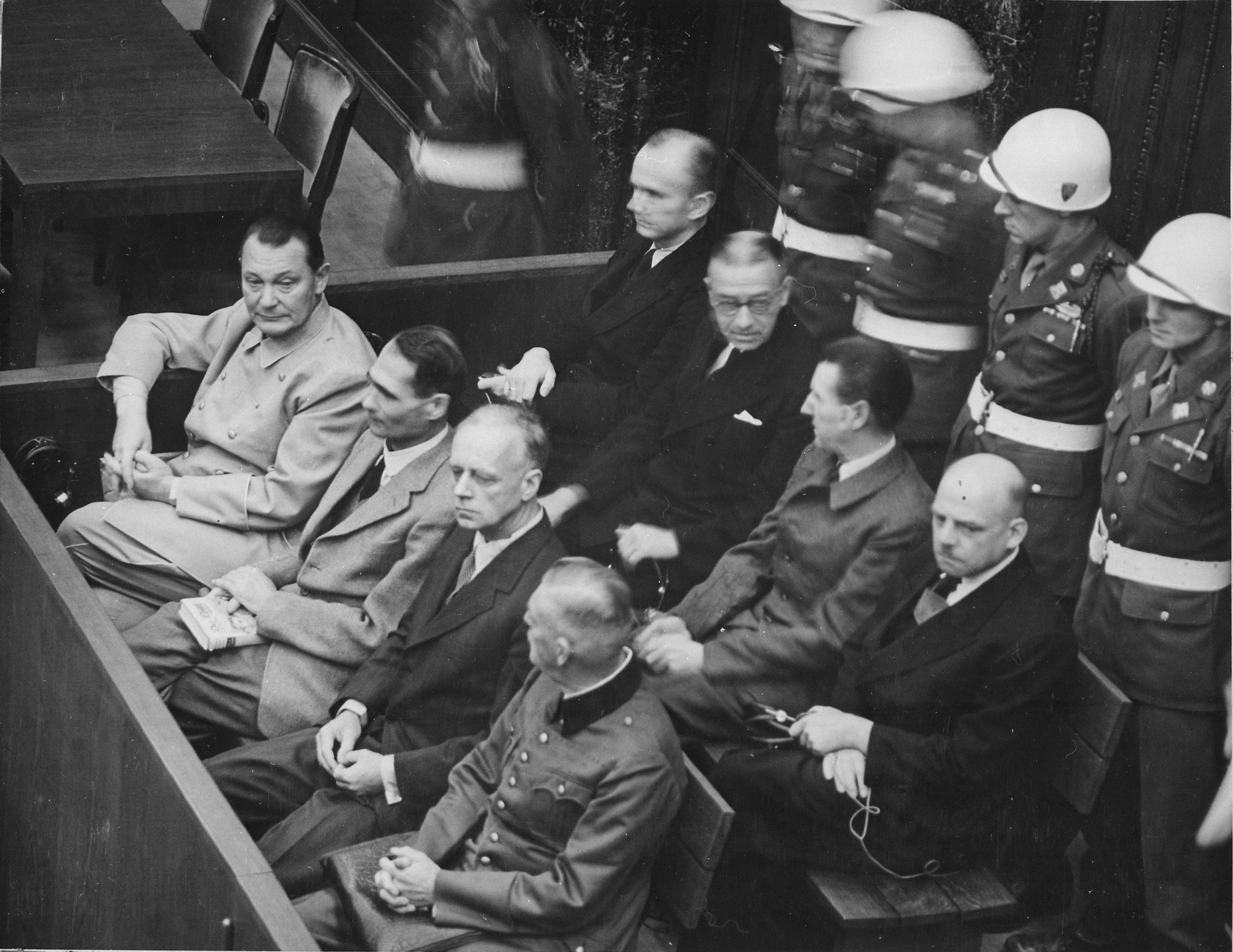
Imagen de la bancada de acusados en el Proceso principal de Núremberg.

El informe Gerstein fue presentado como prueba de cargo, con distinta importancia, en diversas causas penales seguidas contra dignatarios nazis y colaboradores acusados de genocidio, crímenes de guerra o crímenes contra la Humanidad. El primero y más importante fue el Juicio de Núremberg ante el Tribunal Militar Internacional. 
En la sesión matutina del 30 de enero de 1946, el fiscal adjunto francés Charles Dubost aportó como prueba RF-350 el documento PS-1553 de los archivos estadounidenses, que no era otra cosa sino la versión del informe redactada en francés por Gerstein el 26 de abril de 1945, a la que se adjuntaban dos facturas de suministro de Zyklon B en 1944. 
El Tribunal rechazó en un primer momento admitir el informe como prueba; pero, contra lo que constituye un frecuente malentendido, el rechazo no se debió a razones de fondo (las exageraciones o inverosimilitudes del informe), sino a un mero tecnicismo estrictamente procesal: las copias presentadas ante el Tribunal debían estar debidamente autenticadas y el fiscal francés había omitido autenticar nuevamente la copia que había extraído del archivo estadounidense. Es más: el defecto fue subsanado en la sesión vespertina, al presentar el fiscal adjunto británico, sir David Maxwell-Fyfe el affidavit (declaración jurada) que autentificaba la copia, con lo que el documento PS-1553 fue admitido expresamente como prueba. Así resulta, sin lugar a dudas de la lectura de las transcripciones del acta de la sesión. Ahora bien: cuando se decidió la admisión de la prueba, el fiscal francés sólo pareció interesado por las facturas (que leyó literalmente) y no por el informe al que se adjuntaban, al que sólo se refirió de pasada y llamando "Gessner" a Gerstein. Como consecuencia, la sentencia dictada no menciona en absoluto el informe Gerstein. El Tribunal de Núremberg no entró a valorar la veracidad del informe Gerstein, ni para bien ni para mal.
Posteriormente, el "Informe Gerstein" se utilizó sin problemas como prueba de cargo en el llamado "Juicio de los doctores" de Núremberg (1946-1947), en el que el antiguo jefe de Gerstein en el Instituto de Higiene de las SS, Joachim Mrugowsky fue condenado a muerte; en el juicio contra los directivos de la IG Farben (1947-1948), seguido, como el anterior, por las autoridades de ocupación estadounidenses en Núremberg; en el juicio contra los dirigentes del campo de exterminio de Belzec (Múnich, 1963) y en el juicio a Adolf Eichmann(Jerusalén, 1961).

### La crítica negacionista y la réplica a la misma
Dada su importancia, por su carácter de testimonio ocular y por provenir del ámbito de los verdugos y no de las víctimas, el "informe Gerstein" ha sido objeto preferente de la atención crítica de los autodenominados historiadores revisionistas, uno de cuyos rasgos comunes es precisamente negar la existencia de las cámaras de gas, que el informe vendría a probar.
Ya en 1964, uno de los considerados "padres del negacionismo", Paul Rassinier, abordó el asunto, a partir de una doble argumentación: el supuesto misterio que rodea las circunstancias de elaboración del propio informe y de la muerte de Gerstein, y el falso rechazo por el Tribunal de Núremberg; concluyendo que el documento era una falsificación, probablemente elaborada por los oficiales de inteligencia americanos que interrogaron tempranamente a Gerstein. Ni las premisas ni la conclusión tenían base alguna -la escritura de Gerstein había sido reconocida por su viuda-, y hoy los revisionistas admiten la autenticidad del informe, aunque discutan su fiabilidad.
Otros autores, como Butz, señalaron supuestos errores del documento, que en realidad eran atribuibles a la traducción al inglés que utilizaban o a sus propios errores de lectura; o sugirieron que Gerstein podía padecer una enfermedad mental hereditaria, puesto que su "hermana" también la padecía, confundiendo el parentesco, pues la única enferma mental de su familia era su cuñada Berthe Ebeling.

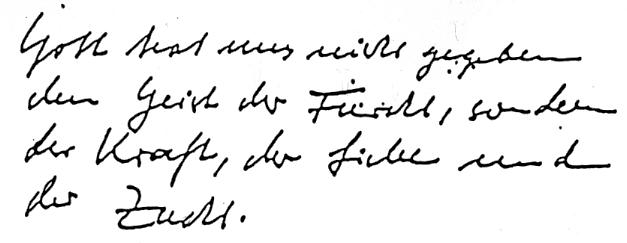
Escritura autógrafa de Gerstein.

La crítica más estructurada y orgánica del "informe Gerstein" desde el campo del llamado revisionismo proviene, sin embargo, de la obra del italiano Carlo Mattogno, que la ha desarrollado en varias publicaciones a partir de 1985, en ocasiones polemizando agriamente con los críticos del primero y fundamental de sus libros sobre la materia. Cuando la profesora italiana Valentina Pisanty editó su tesis doctoral, dirigida por Umberto Eco, L'irritante questione delle camere a gas. Lógica del negazionismo (Bompiani, Milán, 1998), Mattogno publicó de inmediato una encendida réplica: L' 'irritante questione' delle camere a gas ovvero da Capucetto Rosso..ad Auschwitz. Risposta a Valentina Pisanty (Ed. Graphos, Génova 1998). La sangrienta ironía de vincular en el título Caperucita Roja y Auschwitz, sugiriendo que ambos son "cuentos", se explica porque la profesora Pisanty no es especialista en Historia, sino en Semiótica y su especialidad son precisamente los cuentos populares. Esto da una idea del tono incendiario de la publicación de Mattogno y critica los errores de los autores negacionistas arriba citados; aunque no se priva de subrayar la desaparición de los archivos relativos a la muerte de Gerstein, ni de especular con que su visión del gaseamiento en Belzec pudo producirse durante uno de los "estados precomatosos" que, según su médico, le producía la diabetes. Sin embargo, la crítica principal que efectúa Mattogno al "informe Gerstein" es de carácter textual. Desplegando las distintas versiones de su testimonio, Mattogno enumera en ellas no menos de 103 contradicciones internas o externas, discrepancias con los hechos establecidos por otras fuentes, errores de hecho, exageraciones y afirmaciones no realistas, que abarcan desde simples erratas de mecanografía o errores aritméticos hasta exageraciones manifiestamente desmesuradas, como la cifra total de personas asesinadas, muy superior al total de la población judía mundial que se calcula vivía al comienzo de la Segunda Guerra Mundial. A continuación, Mattogno se dedica a desacreditar todos los testimonios que directa o indirectamente pueden confirmar el testimonio de Gerstein en el punto central de la existencia de las cámaras de gas (Von Otter, Dibelius, Reder, Rudolf Höss y otros), aduciendo que tales testimonios, o bien no encuentran confirmación documental (punto central de la "metodología" negacionista), o bien se contradicen en los detalles, o bien son indignos de crédito por el interés de su autor. Especial énfasis pone Mattogno en desacreditar los testimonios prestados por el Profesor Pfannenstiel, que acompañó a Gerstein en su viaje a Belzec y que en numerosas declaraciones judiciales -las primeras como acusado y las ulteriores como testigo- confirmó el gaseamiento narrado por éste, aunque discrepando en la mayor parte de los detalles y negando haber realizado el comentario despectivo que Gerstein le atribuye en su relato (ver supra). La tesis de Mattogno es que Pfannenstiel declaró como lo hizo con tal de "ser dejado en paz por la justicia y por la historiografía alemanas", por el procedimiento de "garantizar oficial y públicamente la admisibilidad del informe Gerstein (excepto los pasajes que le concernían a él mismo)".
La misma metodología de "crítica textual" -pero sin el análisis de testimonios adicionales que sí lleva a cabo Mattogno- fue empleada en la tesis de doctorado leída el 15 de junio de 1985 en la Universidad de Nantes por Henri Roques con el título Las confesiones de Kurt Gerstein. Estudio comparativo de las diferentes versiones, cuya aprobación por un tribunal propicio al revisionismo provocó un formidable escándalo académico y político que concluyó con la anulación administrativa de la decisión del tribunal por defectos de forma.
La mayoría de los especialistas rechazan las críticas del denominado revisionismo al "informe Gerstein", incluso en sus versiones más refinadas, como la de Mattogno. Algunos, como Pisanty, despachan despectivamente los análisis del italiano como un conjunto de "sofismas irrelevantes, errores de comprensión/traducción y objeciones inexistentes". La mayoría, en cambio, reconocen, como Vidal-Naquet, que el "informe Gerstein" constituye un "testimonio atestado de inverosimilitudes y contradicciones", en su mayor parte debidas al "carácter manifiestamente erróneo de las precisiones numéricas y la calidad mediocre de las primeras publicaciones"; si bien consideran que el informe es fiable en su contenido esencial y cuenta con suficientes corroboraciones externas, concluyendo que, aunque Gerstein "no era, por cierto, el testigo ideal con el cual sueñan los presidentes de los Tribunales de Audiencia, [su] relato está ampliamente verificado", en especial por las sucesivas declaraciones judiciales del profesor Pfannenstiel. En el mismo sentido, se ha dicho que "las indicaciones de Gerstein sobre el número de víctimas asesinadas en Belzec son tan inverosímiles que un profano puede darse cuenta de ello inmediatamente", pero, contra lo que sostienen los negacionistas, este "error absurdo" no es bastante para "poner en duda globalmente el testimonio de Gerstein", sino que, "por el contrario, un error de este tipo refuerza la credibilidad y la buena fe del relato". En la misma línea, un historiador inglés ha afirmado:  "Muchos aspectos del testimonio de Gerstein son incuestionablemente problemáticos... [Cuando hace] afirmaciones como las relativas a la altura de las pilas de zapatos y ropa en Belzec y Treblinka, el propio Gerstein es claramente la fuente de la exageración. Gerstein también añadió afirmaciones groseramente exageradas sobre asuntos de los que no había sido testigo, tal como la de que un total de 25 millones de judíos y otras personas fueron gaseadas. Pero en la cuestión esencial, a saber, que él estuvo en Belzec y presenció el gaseamiento de un transporte de judíos de Lvov, su testimonio está plenamente corroborado por Pfannenstiel. También está corroborado por otras categorías de testigos de Belzec".

## Representaciones de Gerstein en obras de ficción
En 1963 Rolf Hochhuth estrenó en Berlín su obra teatral Die Stellvertreter. Ein christliches Trauerspiel (El Vicario. Una tragedia cristiana), conocida en el mundo de habla hispana con el título abreviado de El vicario. La obra tiene a Kurt Gerstein como uno de sus dos protagonistas, junto a un personaje enteramente de ficción, el sacerdote católico Riccardo Fontana, del que se sirve el autor para introducir a Gerstein en círculos vaticanos a los que, en la realidad, ni siquiera llegó a aproximarse. La trama argumental se basa muy libremente en la biografía de Gerstein, y aunque el drama y la polémica que suscitó dieron a su autor fama universal y contribuyeron a facilitar la rehabilitación póstuma de nuestro personaje, lo cierto es que esta obra teatral ayuda en poco a establecer la verdad histórica sobre Gerstein, dada "la gran cantidad de licencias artísticas que sobre sus dichos y hechos se han deslizado en ella". En opinión de un autor español, Gerstein aparece en El Vicario como "pura marioneta de la tesis del autor; es decir, como testigo de cargo contra el Papa Pío XII en los momentos de la persecución nazi contra los judíos".
En 2002 el director de cine greco-francés Costa-Gavras realizó una versión cinematográfica de El Vicario con el título Amen., protagonizada por Ulrich Tukur en el papel de Kurt Gerstein.
En su monumental novela Europa Central, ganadora del National Book Award en 2005, el escritor americano William T. Vollmann dedica un capítulo de 57 páginas, titulado "Manos Limpias", a la tragedia de Kurt Gerstein, siguiendo fielmente la biografía de Friedländer, de la que incluye numerosas citas textuales y notas. Aludiendo justamente al título de la citada biografía, Vollmann confiesa: "yo creo firmemente que el bien de Gerstein no tenía nada de ambiguo, por infructuoso que se demostrara. Es uno de mis héroes".
En mayo de 2007, Thomas Keneally, el autor de La lista de Schindler, estrenó en Washington la obra teatral Either Or,  que al igual que la narración semificticia de Vollmann sigue la biografía de Gerstein con notable fidelidad.